# László Czinkota
László Czinkota [lásló cinkota] (maďarsky Czinkota László; 1920 – ?) byl maďarský fotbalový záložník.

## Hráčská kariéra
V maďarské lize hrál za kluby Újpesti MTE (1945/46) a Bőripari DSE (1950). V Maďarsku dal celkem 3 prvoligové góly.
V československé lize nastupoval za SK Libeň na podzim 1946, aniž by skóroval. Debutoval v pátek 23. srpna 1946 v úvodním utkání ročníku 1946/47 s SK Baťa Zlín (hráno na Korábě), které domácí vyhráli 3:0 (poločas 1:0). Jednalo se o první ze tří vítězství Libně v oné sezoně, což znamenalo poslední účast tohoto mužstva mezi československou elitou a sestup z nejvyšší soutěže.
V nižších maďarských soutěžích hrál za Újpest-Rákospalotai AK, Újpesti MTE a Bőripari DSE.

### Prvoligová bilance
| Ročník          | Zápasy | Góly | Minuty | Klub     |
| --------------- | ------ | ---- | ------ | -------- |
| I. liga 1946/47 | 10     | 0    | 900    | SK Libeň |
| CELKEM I. LIGA  | 10     | 0    | 900    |          |